# Drymaria

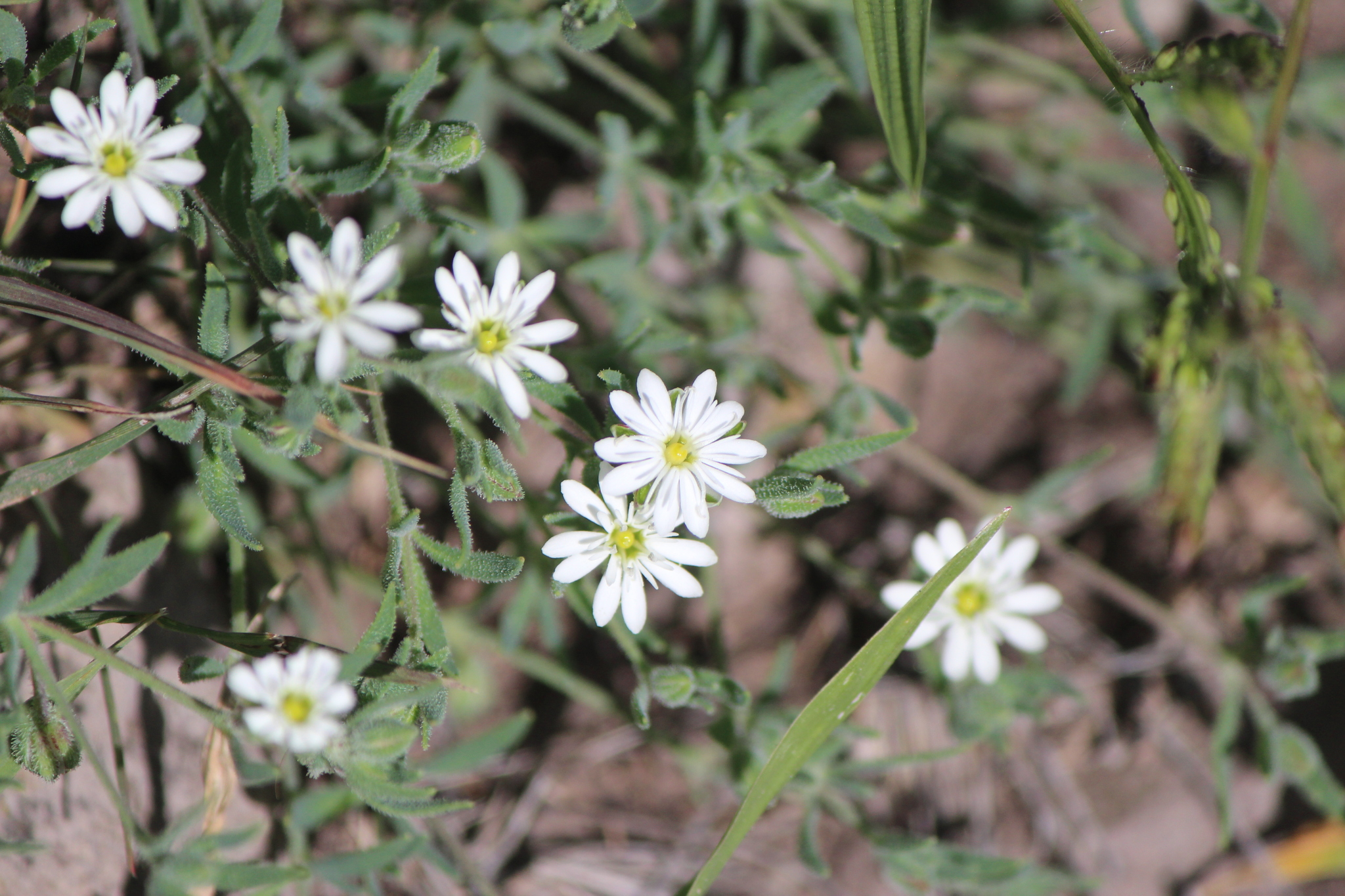
Drymaria arenarioides

Drymaria – rodzaj roślin z rodziny goździkowatych. Obejmuje 57 gatunków. Rośliny te występują na obu kontynentach amerykańskich, od Patagonii, gdzie jest ich największe zróżnicowanie, po południowo-zachodnią część Stanów Zjednoczonych. Jeden gatunek – Drymaria cordata – rozprzestrzeniony został na wszystkich kontynentach w strefie międzyzwrotnikowej, rosnąc w miejscach zacienionych jako uciążliwy chwast. Gatunek ten lokalnie bywa wykorzystywany jako roślina lecznicza. Do wschodniej Azji introdukowany został także gatunek Drymaria villosa. Drymaria arenarioides występująca w północno-zachodnim Meksyku jest rośliną silnie toksyczną dla zwierząt domowych.

## Morfologia

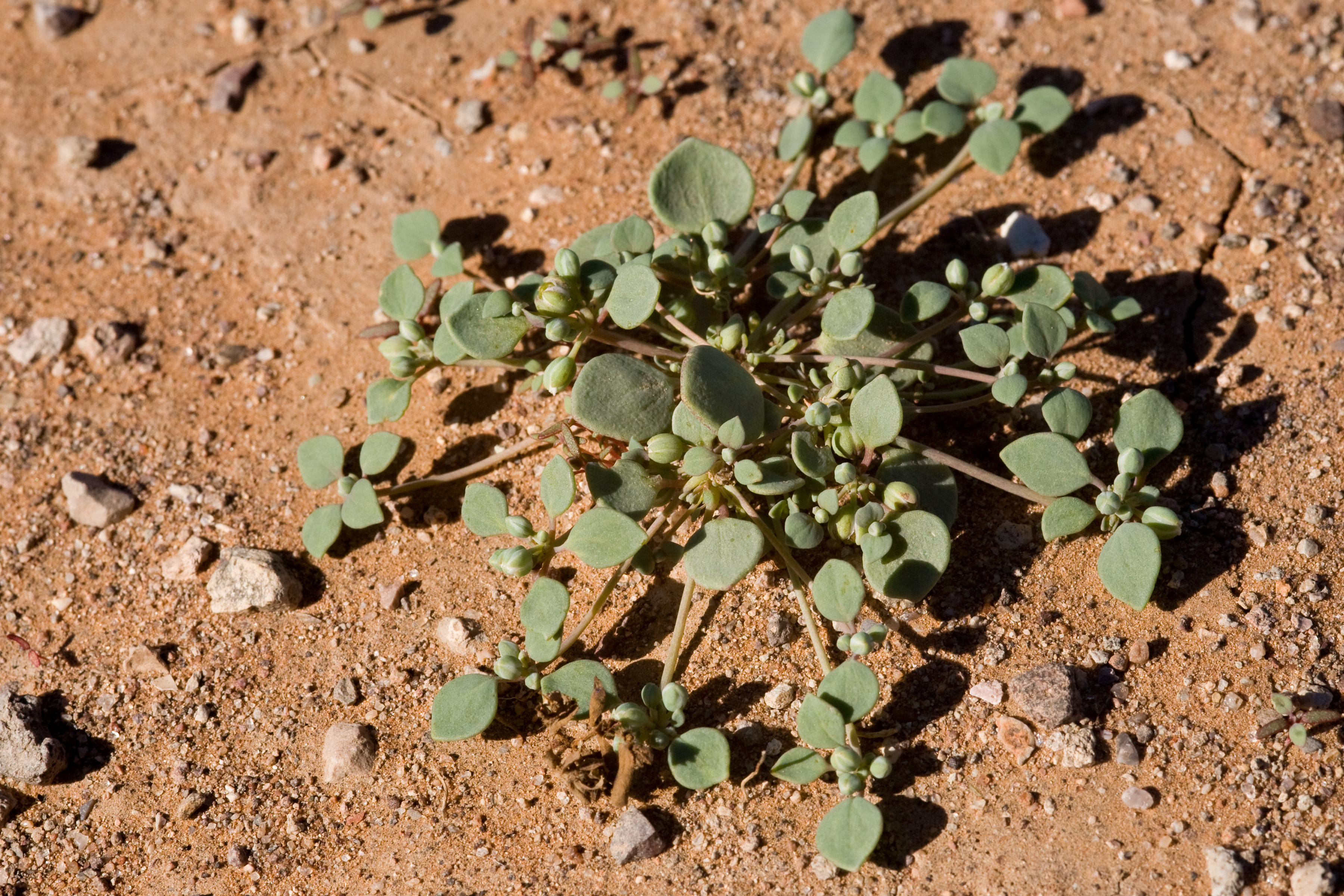
Drymaria pachyphylla

PokrójRośliny jednoroczne i byliny z cienkim korzeniem palowym i zwykle rozgałęzioną szyją korzeniową, z płożącymi się lub prosto wzniesionymi łodygami.
ŁodygaPokładająca się lub wzniesiona, zwykle rozgałęziająca się dychotomicznie u nasady, na przekroju obła.
LiścieNaprzeciwległe, czasem w pozornych okółkach, siedzące lub ogonkowe. W każdym węźle obecne są dwa przylistki (brak ich u D. pachyphylla), zwykle drobne, igiełkowate. Blaszka liściowa z jedną lub większą liczbą (do 5) wiązek przewodzących, równowąska, lancetowata, jajowata do zaokrąglonej i nerkowatej, na szczycie zaostrzona lub tępa.
KwiatyWyrastają pojedynczo albo skupione w luźnych lub gęstych kwiatostanach wierzchotkowatych rozwijając się w kątach liści lub na szczycie pędu. Działki kielicha równowąskie do zaokrąglonych, od 1,5 do 5 mm długości, białe, na brzegu biało lub różowawo zabarwione i obłonione, na szczycie zaostrzone lub tępe, czasem kapturkowate. Płatki korony w liczbie 5, czasem całkiem zredukowane. U nasady ściągnięte w paznokieć, na szczycie często rozdzielone na dwie lub cztery łatki. Pręciki w liczbie 5, wolne lub u nasady krótko zrośnięte. Słupki trzy z krótkimi, nitkowatymi szyjkami, ze znamionami zbiegającymi po ich doosiowej powierzchni.
OwoceTorebki elipsoidalne do kulistych, otwierające się trzema klapami. Zawierają od 3 do 25 pomarańczowych do czarnych nasion łezkowatego lub ślimakowatego kształtu albo podkowiasto wygiętych, bocznie spłaszczonych.

## Systematyka
Rodzaj zaliczany jest do plemienia Polycarpeae i podrodziny Paronychioideae w obrębie rodziny goździkowatych.
Wykaz gatunków
- Drymaria anomala S.Watson
- Drymaria apetala Bartl.
- Drymaria arenarioides Humb. & Bonpl. ex Schult.
- Drymaria auriculipetala Mattf.
- Drymaria axillaris Brandegee
- Drymaria barkleyi Duke & Steyerm.
- Drymaria coahuilana (I.M.Johnst.) B.L.Turner
- Drymaria conzattii Duke
- Drymaria cordata (L.) Willd. ex Schult.
- Drymaria cubana Alain
- Drymaria debilis Brandegee
- Drymaria depressa Greene
- Drymaria diandra Blume
- Drymaria divaricata Kunth
- Drymaria effusa A.Gray
- Drymaria elata I.M.Johnst.
- Drymaria engleriana (Muschl.) Baehni & J.F.Macbr.
- Drymaria excisa Standl.
- Drymaria fasciculata A.Gray
- Drymaria firmula Steyerm.
- Drymaria frutescens Mattf.
- Drymaria glaberrima Bartl.
- Drymaria glandulosa Bartl.
- Drymaria gracilis Schltdl. & Cham.
- Drymaria grandiflora Bartl.
- Drymaria holosteoides Benth.
- Drymaria hypericifolia Briq.
- Drymaria jenniferae Villarreal & A.E.Estrada
- Drymaria ladewii Rusby
- Drymaria laxiflora Benth.
- Drymaria leptophylla (Schltdl. & Cham.) Fenzl ex Rohrb.
- Drymaria longepedunculata S.Watson
- Drymaria lyropetala I.M.Johnst.
- Drymaria malachioides Briq.
- Drymaria molluginea (Hornem.) Didr.
- Drymaria monticola J.T.Howell
- Drymaria multiflora Brandegee
- Drymaria ortegioides Griseb.
- Drymaria ovata Willd. ex Schult.
- Drymaria pachyphylla Wooton & Standl.
- Drymaria paposana Phil.
- Drymaria pattersonii B.L.Turner
- Drymaria perennis Gilli
- Drymaria polycarpoides A.Gray
- Drymaria praecox Baehni & J.F.Macbr.
- Drymaria pratheri B.L.Turner
- Drymaria rotundifolia A.Gray
- Drymaria stellarioides Willd. ex Schult.
- Drymaria stereophylla Mattf.
- Drymaria stipitata Fosberg
- Drymaria subumbellata I.M.Johnst.
- Drymaria suffruticosa A.Gray ex S.Watson
- Drymaria tenuis S.Watson
- Drymaria veliziae Montesinos
- Drymaria villosa Schltdl. & Cham.
- Drymaria viscosa S.Watson
- Drymaria xerophylla A.Gray